# Поповецька сільська рада (Барський район)
Попове́цька сільська́ ра́да — адміністративно-територіальна одиниця та орган місцевого самоврядування в Барському районі Вінницької області. Адміністративний центр — село Попівці.

## Загальні відомості
- Територія ради: 52,103 км²
- Населення ради: 2 198 осіб (станом на 2001 рік)

## Населені пункти
Сільській раді підпорядковані населені пункти:
- с. Попівці
- с. Верешки
- с. Кошаринці

## Склад ради
Рада складається з 16 депутатів та голови.
- Голова ради: Думанський Олександр Омелянович
- Секретар ради: Дякова Олена Василівна

### Керівний склад попередніх скликань
| Прізвище, ім'я, по батькові     | Основні відомості                                    | Дата обрання | Дата звільнення |
| ------------------------------- | ---------------------------------------------------- | ------------ | --------------- |
| Андрухов Ігор Михайлович        | Сільський голова, 1969 року народження, безпартійний | 26.03.2006   | 31.10.2010      |
| Думанський Олександр Омелянович | Сільський голова, 1959 року народження, освіта вища  | 31.10.2010   |                 |

Примітка: таблиця складена за даними сайту Верховної Ради України

### Депутати
За результатами місцевих виборів 2010 року депутатами ради стали:

#### За суб'єктами висування
| Суб'єкт висування                                       | Кількість обраних депутатів | %    |
| ------------------------------------------------------- | --------------------------- | ---- |
| Партія регіонів                                         | 10                          | 62,5 |
| Самовисування                                           | 5                           | 31,3 |
| Політична партія Всеукраїнське об'єднання «Батьківщина» | 1                           | 6,3  |

#### За округами
| № округу                                                | Прізвище, ім'я, по батькові   | Дата визнання обраним | Освіта             | Партійна приналежність | Відомості про обраного депутата                                     |
| ------------------------------------------------------- | ----------------------------- | --------------------- | ------------------ | ---------------------- | ------------------------------------------------------------------- |
| Партія регіонів                                         |                               |                       |                    |                        |                                                                     |
| 2                                                       | Країло Сергій Петрович        | 05.11.2010            | середня спеціальна | член Партії регіонів   | Поповецький сільський клуб, зав. клубом                             |
| 3                                                       | Рокицька Олена Олександрівна  | 05.11.2010            | вища               | позапартійна           | Поповецька загальноосвітня школа, заст. директора з виховної роботи |
| 4                                                       | Беляєва Лілія Федорівна       | 05.11.2010            | вища               | позапартійна           | Поповецька загальноосвітня школа, заст. дир. з виховної роботи      |
| 8                                                       | Мілінчук Анатолій Миколайович | 05.11.2010            | вища               | позапартійний          | тимчасово не працює                                                 |
| 9                                                       | Качевський Олег Мар'янович    | 05.11.2010            | вища               | позапартійний          | приватний підприємець, директор ФГ «Мрія»                           |
| 11                                                      | Поповський Євген Мечиславович | 05.11.2010            | середня            | позапартійний          | Жмеринський лісгосп, лісник                                         |
| 12                                                      | Мілінчук Олександр Іванович   | 05.11.2010            | вища               | позапартійний          | Кошаринецька загальноосвітня школа, вчитель                         |
| 13                                                      | Кухар Емілія Петрівна         | 05.11.2010            | середня            | позапартійна           | Кошаринецький будинок культури, директор                            |
| 15                                                      | Кузик Олена Іванівна          | 05.11.2010            | вища               | член Партії регіонів   | бібліотека с. Кошаринці, бібліотекар                                |
| 16                                                      | Ковальчук Павло Іванович      | 05.11.2010            | вища               | позапартійний          | Кошаринецька загальноосвітня школа, директор                        |
| Політична партія Всеукраїнське об'єднання «Батьківщина» |                               |                       |                    |                        |                                                                     |
| 5                                                       | Ткач Микола Васильович        | 05.11.2010            | вища               | позапартійний          | тимчасово не працює                                                 |
| Самовисування                                           |                               |                       |                    |                        |                                                                     |
| 1                                                       | Дякова Олена Василівна        | 05.11.2010            | вища               | позапартійна           | Поповецька сільська рада, секретар                                  |
| 6                                                       | Капелістий Олександр Іванович | 05.11.2010            | вища               | позапартійний          | Поповецька сільська рада, землевпорядник                            |
| 7                                                       | Шклярук Лілія Анатоліївна     | 05.11.2010            | вища               | позапартійна           | відділ поштового зв'язку с. Попівці, начальник                      |
| 10                                                      | Шклярук Катерина Степанівна   | 05.11.2010            | вища               | позапартійна           | Поповецька сільська рада, бухгалтер                                 |
| 14                                                      | Комар Віктор Андрійович       | 05.11.2010            | середня            | позапартійний          | Кошаринецька загальноосвітня школа, завгосп                         |